# روبرت أليسون
روبرت أليسون (بالإنجليزية: Robert Allison)‏ هو سياسي أمريكي، ولد في 14 مارس 1846، وتوفي في 15 أكتوبر 1924. حزبياً، نشط في الحزب الجمهوري. وقد انتخب عضو داكوتا الجنوبية البيت النواب.